# Rio Baranga
O Rio Baranga é um rio da Romênia afluente do Rio Colentina, localizado no distrito de Dâmboviţa.